# Georg Winckler
Georg Winckler (ur. 27 września 1943 w Ostrawie) – austriacki ekonomista. Studiował w Princeton i Wiedniu. Doktorat na Uniwersytecie Wiedeńskim w 1968. Profesor od 1978. Rektor Uniwersytetu Wiedeńskiego w latach 1999–2011. Prezydent Europejskiego Stowarzyszenia Uniwersytetów w latach 2005–2008.